# Синьощокий колібрі
Синьощокий колі́брі (Colibri) — рід серпокрильцеподібних птахів родини колібрієвих (Trochilidae). Представники цього роду мешкають в Америці.

## Види
Виділяють п'ять видів:
- Колібрі бурий (Colibri delphinae)
- Колібрі зелений (Colibri thalassinus)
- Колібрі іскристий (Colibri cyanotus)[9]
- Колібрі синьочеревий (Colibri coruscans)
- Колібрі зеленочеревий (Colibri serrirostris)